# Нойес, Джон Хамфри
Джон Хамфри Нойес (англ. John Humphrey Noyes; 3 сентября 1811 г. – 13 апреля 1886 г.) — американский религиозный деятель, основатель и руководитель нескольких коммун, проповедник, радикальный религиозный философ и утопический социалист. Ему также приписывается создание термина «свободная любовь» (англ. free love).

## Биография

### Детство и юность
Джон Хамфри Нойес родился 3 сентября 1811 года в городе Братлборо, округ Уиндем, штат Вермонт, США. Отец — Джон Нойес (англ. John Noyes) (1764—1841), американский политик и общественный деятель, которые в разные годы жизни работал учителем, министром, членом Палаты представителей США, а также вёл собственный бизнес. Мать — Полли Хейс Нойес (англ. Polly Hayes Noyes), родная тётя девятнадцатого президента США Ратерфорда Хейса.
В двадцатилетнем возрасте Джон Хамфри Нойес серьёзно обратился к религии и решил посвятить себя ей. После он так описал свои переживания: «В моём сердце поселилось тысячелетнее царство, и я решил жить либо умереть ради него» (англ. My heart was fixed on the millennium, and I resolved to live or die for it). Вскоре после этого Нойес окончил Дартмутский колледж, но не стал учиться на юриста, как планировал ранее, а вместо этого поступил в Андоверскую теологическую семинарию (англ. Andover Theological Seminary), желая стать христианским священнослужителем.
К концу 1832 года Нойес перевёлся из Андоверской в Йельскую семинарию, где он мог уделить больше времени изучению Библии. Помимо изучения Библии, обычного посещения лекций и занятий проповеднической практикой, Нойес находил время и для общественно-политической деятельности: он участвовал в создании организации New Haven — одной из первых общественных организаций, выступающих против рабства.
На втором году обучения в Йельской теологической семинарии Нойес сделал то, что он сам посчитал важным теологическим открытием. Пытаясь вычислить дату второго пришествия Иисуса Христа, Нойес пришёл к выводу, что оно уже состоялось в 70 году нашей эры, и поэтому «человечество уже живёт в новой эпохе».
После этого Нойес сильно озадачился проблемами спасения от греха и совершенства человека. Он начал дискутировать с коллегами по вопросу о том, что, если человек не может быть воистину свободным от греха —, значит, христианское вероучение лжёт, ибо только совершенные и свободные от греха люди могут считаться настоящими христианами. Этот внутренний религиозный кризис привёл Джона Нойеса к новому «религиозному преображению», после чего он стал заявлять, что «не совершил греха».

### Религиозный перфекционизм
Эти и другие размышления привели Джона Нойеса к принятию идей христианского религиозного перфекционизма, согласно которому любой человек может полностью освободиться от власти греха уже при этой жизни. Друзья и коллеги по семинарии не приняли подобных идей и посчитали Нойеса психически неуравновешенным человеком, а профессора называли его еретиком. С момента «преображения», Джон Нойес считал, что он вручил свою волю Богу и что теперь всё, что он выберет и сделает — будет совершенным, потому что его выбор был сделан «от совершенного сердца» (англ. came from a perfect heart). Богословская теория Джона Нойеса основывалась на утверждениях о том, что во велению Бога человек обладает независимой волей, но эта независимая воля происходит от Бога, и потому её нужно рассматривать как божественную. И единственный способ повлиять на независимую волю человека —- это дать ему духовное указание. Нойес провозгласил, что «Церковь не может заставить человека соблюдать Закон Божий и не может предавать вечному проклятию тех, кто не сумеет это сделать», и что «его новые взаимоотношения с Богом отменяют его обязательство подчиняться традиционным моральным стандартам или обычным законам общества». В результате он стал чаще действовать импульсивно, по его собственной интуиции, нежели по здравому рассуждению о деяниях и последствиях. Наконец, 20 февраля 1834 года Джон Нойес объявил себя совершенным и свободным от греха. Такое заявление шокировало его коллег. Нойес был исключён из семинарии и лишён лицензии проповедника, недавно выданной ему.
После исключения из Йельской теологической семинарии и лишения пасторской лицензии, Нойес вернулся в город Патни (англ. Putney), где продолжал проповедовать, заявив: «Я лишился их лицензии на грех, и они продолжают делать грех; они отобрали мою лицензию на проповедничество, но я продолжаю проповедовать». Так началось создание общины последователей Нойеса в Патни. Вначале она была «Патнинской библейской школой» (англ. Putney Bible School), в 1844 году она стала формальной общественно организацией. В ней уже тогда имели место групповой брак, сохранённый половой акт и стремление к совершенству.

### Личная жизнь
В 1838 году Нойес женился на Харриет Холтон (Harriet Holton). Долгое время они прожили в традиционном христианском браке. За первые шесть лет замужества Харриет рожала пять раз. Роды у неё были очень тяжёлые, травмирующие, и четыре раза они приводили к смерти новорожденных; только один ребёнок выжил. Такой трагический жизненный опыт побудил Джона Нойеса всерьёз заняться изучением вопроса интимных отношений в браке.
В 1844 году он решил жить раздельно со своей женой и воздерживаться от интимных отношений. Джон отметил, что это принесло и ему, и его жене такое облегчение и удовлетворение, какого они не знали никогда раньше. Однако полное воздержание представлялось ему не совсем правильным решением, и следующие несколько лет он изучал и развивал идеи мужского сохранённого секса. Джон и Харриет начали практиковать сохранённый половой акт для предотвращения зачатия, приводящего к таким тяжёлым и опасным родам. Они предпочитали этот метод контроля рождаемости, как наиболее естественный, безопасный для здоровья и предпочтительный для развития интимных отношений.

### Коммуна Онайда
В 1848 году Джон Нойес основал религиозную коммуну Онайда.

### Изгнание
В июне 1879 года один из близких последователей Нойеса предупредил его об угрозе ареста за растление малолетних. Среди ночи Нойес сбежал из Онайды в Канаду (провинция Онтарио) — там находилась принадлежавшая коммуне фабрика. В августе того же года он написал оттуда письмо в Онайду, в котором утверждал, что пришло время оставить групповой брак и вести более традиционный образ жизни.
Коммуна Онайда официально прекратила своё существование 1 января 1881 года, когда она была преобразована в акционерное общество.
Джон Нойес так и не вернулся в США, но при этом не потерял влияния на последователей. Некоторые из них покинули Онайду и переехали к Нойесу в Ниагара-Фолс. Одна молодая женщина, которой сделали предложения двое мужчин, в письме к Нойесу попросила его совета. Тот посоветовал отклонить оба предложения и выходить замуж за Мирона Кинсли (Myron Kinsley) — того, кто предупредил Нойеса о грозящем ему аресте, дав ему возможность сбежать в Канаду и избежать наказания за растление. Женщина послушалась совета, хотя Мирон Кинсли был на двадцать лет старше её.

### Смерть и наследие
Джон Хамфри Нойес умер 13 апреля 1886 года в городе Ниагара-Фолс (провинция Онтарио, Канада). Его тело было перевезено в Онайду и похоронено на Общественном кладбище Онайды (англ. Oneida Community Cemetery), рядом с ранее умершими его последователями.
В первых десятилетиях XX века Пьерпонт Нойес (англ. Pierrepont Noyes), сын Джона Хамфри Нойса, консолидировал коммерческие промышленные предприятия, ранее принадлежавшие коммуне Онайда, и решил сосредоточиться на производстве столового серебра. Эта фирма — Oneida Limited — получила широкую известность и была одним из крупнейших в мире производителей столовых приборов на протяжении большей части двадцатого столетия.
Принадлежавшее коммуне Онайда кирпичное здание общей площадью около 8600 м2, названное «Усадьбой», сохранилось до наших дней. Сейчас в его помещениях размещаются музей, жилые квартиры, общежитие, комнаты для гостей, помещения для проведения собраний и банкетов.